# Luca Signorelli

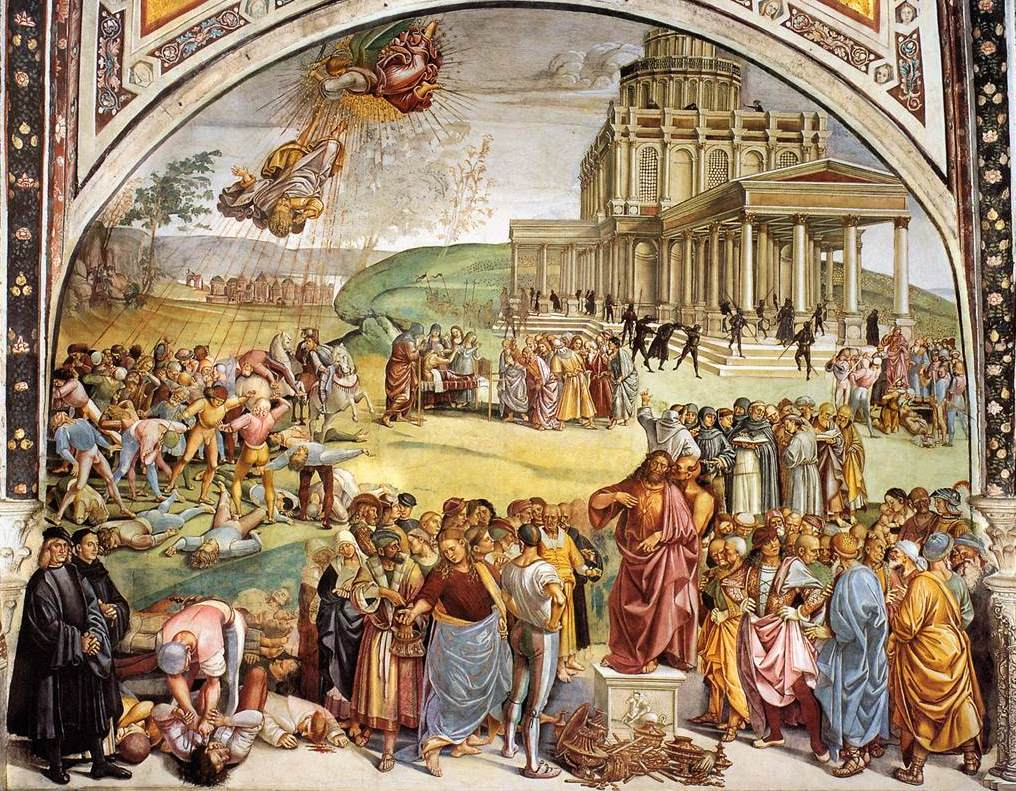
Az Antikrisztus prédikációja (1501. körül): Signorelli freskója az San Brizio székesegyházban, Orvietoban.

Luca Signorelli (Cortona, 1450-es évek – Cortona, 1523. október 16.) 
itáliai festő, a 15. századi umbriai festőiskola egyik legjelentősebb alakja. A reneszánsz mesterek híres biográfusa, Giorgio Vasari az utolsó quattrocento művésznek definiálta Signorellit. Noha Signorelli jócskán túlélte a 15–16. század fordulóját, való igaz, hogy stílusában sohasem lépett túl a quattrocento hagyományokon. Szenvedélyes formanyelvét rajzos körvonalak, bravúros anatómiai megoldások, az izomkötegek hangsúlyos megjelenítése jellemzi.

## Életpályája
Eredeti neve Luca d'Egidio di Ventura. Születésének pontos időpontja nem ismert. Vasari szerint halálakor 82 éves volt, e szerint 1441-ben kellett volna születnie; a régebbi irodalomban ez a dátum olvasható születési éveként. Az újabb kutatások azonban azt valószínűsítették, hogy ennél valamivel később, valószínűleg 1450 körül születhetett.
Legkorábbi ismert műve, egy Szent Pált ábrázoló freskótöredék (1474; Città di Castello, Pinacoteca Communale) Piero della Francesca erős hatását mutatja. Ebből arra következtetnek, hogy Signorelli valóban - mint azt néhány korabeli anekdota is állítja - Piero tanítványa lehetett.
1480 körül festette a loretói templom kis sekrestyéjében az apostolok, egyházatyák és angyalok eleven, kitűnő színezésű alakjait. Pályájának csúcspontja egyértelműen az 1480-as évekre esik, amikor tagja volt a Sixtus-kápolna freskódekorációját készítő válogatott művészcsapatnak. Signorelli két falképet festett itt; az egyiket 1571-ben átfestették, de a Mózes utolsó tetteit és halálát ábrázoló kitűnő jelenet ma is látható. Ezen valószínűleg két segédjével dolgozott, mindketten elsőrangú mesterek voltak maguk is: egyikük Bartolomeo della Gatta, a másik pedig az a név szerint nem ismert festő, akit leghíresebb művéről a "Griselda-legenda mesterének" nevez a művészettörténet. Ez utóbbi festette a budapesti Szépművészeti Múzeum egyik kiváló mesterművét, a Tiberius Gracchust ábrázoló festményt.
Signorelli első fennmaradt oltárképe, a Madonna szentekkel (Perugia, Museo Opera Duomo) a perugiai székesegyház számára készült 1484-ben. A képen több olyan elem is megtalálható, amely a kortárs firenzei festészet ismeretéről, és így közvetve Signorelli firenzei utazásáról tanúskodik. Firenze mindenható vezetője, Lorenzo de’ Medici számára két képet festett: a Pán istenséget a pásztorok társaságában ábrázoló képet (egykor Berlin, a II. világháború során elpusztult), illetve a Madonnát gyermekével ábrázoló úgynevezett Medici-tondót (Firenze, Uffizi).
1499-ben kezdte el és 1505-ben fejezte be a legnagyobb és leghíresebb művét, az orvietói székesegyház, San Brizio mellékkápolnájának, más néven Capella Nuovájának hatalmas festményeit. A mennyezet festményeit Fra Angelico kezdte el, az ő rajzai nyomán festette meg Signorelli is az apostolok és a Krisztus kínszenvedésének eszközeit hordó angyalokat. Az Antikrisztus fellépése és bukása, a test feltámadása a tárgyai ezeknek a nagy falképeknek, amelyek a mezítelen testnek az olasz festészetben mindaddig páratlanul tökéletes és szabad ábrázolását, amellett Signorelli felfogásának helyenként a rettenetesig fokozott drámai kifejezését tüntetik fel. Témájául az utolsó ítélet szolgált és igen nagy hatást gyakorolt Michelangelóra.
Habár művészi alkotóereje a későbbiekben sem csökkent, az új században az ízlés változásával Signorelli egyre inkább beszorult szülővárosa, Cortona közvetlen környezetébe. Késői művei sokszor rutinszerűen ismételgetnek egy-egy kompozíciós formulát, és a segédek (közöttük unokaöccse, a műhelyvezető Francesco Signorelli) egyre nagyobb szerepet kaptak a kivitelezésben, de figuráin ekkor is pontosan észlelhető az a rendkívüli drámai kifejezőerő, amelyet a kortársak olyan nagyra becsültek. Késői stílusának egy szép képviselője a Szent Családot ábrázoló tondó (Firenze, Uffizi), amelyet egyes régebbi szerzők gyakran Michelangelo Doni-tondójának előfutáraként említettek.

## Egyéb művei
- Festményei közül a legkitűnőbbek:
  - Madonna-képek a firenzei Uffizi- és Pitti-képtárakban;
  - 4 szent között trónoló Madonna (1484, perugiai székesegyház);
  - Szent Sebestyén vértanúsága (1496, Citta di Cartello, S. Domenico);
  - Krisztus siratása (1502, cortonai székesegyház) stb.
  - Dante Divina commediájához készített gyönyörű tollrajzait a berlini múzeum metszet-gyűjteményében őrzik (kiadta Kraus, 11 tábla, Freiburg 1892).
- Magyarországon egy festménye látható:
  - Nagy Szent Jakab egy élő és egy halott zarándokkal (1508 körül, olaj, fa, 34 x 26,2 cm. Budapest, Szépművészeti Múzeum, lelt.sz. 1084)